# Sumner megye (Tennessee)
Sumner megye az Amerikai Egyesült Államokban, azon belül Tennessee államban található. Megyeszékhelye Gallatin, legnagyobb városa Hendersonville. Lakosainak száma 196 281 fő (2020. április 1.). Sumner megye Allen, Macon, Trousdale, Wilson, Davidson, Robertson és Simpson megyékkel határos.

## Népesség
A megye népességének változása:
| Lakosok száma | 161 301 | 163 685 | 165 927 | 168 888 | 175 989 | 196 281 |
|               | 2010    | 2011    | 2012    | 2013    | 2015    | 2020    |